# Mistrzostwa Polski w Łyżwiarstwie Szybkim w Wieloboju 1981
45. Mistrzostwa Polski w łyżwiarstwie szybkim w wieloboju odbyły się w 1981 roku w Warszawie na torze Stegny. Złote medale zdobyli Erwina Ryś-Ferens i Włodzimierz Waś.

## Kobiety
| Msc. | Zawodniczka                           | 500 m | 1500 m | 3000 m | 5000 m | Wielobój |
| 1.   | Erwina Ryś-Ferens (Marymont Warszawa) |       |        |        |        | 184,733  |
| 2.   | Lilianna Morawiec (MKS Cuprum Lubin)  |       |        |        |        | 190,550  |
| 3.   | Ewa Białkowska (Olimpia Elbląg)       |       |        |        |        | 191,334  |

## Mężczyźni
| Msc. | Zawodnik                             | 500 m | 1500 m | 5000 m | 10 000 m | Wielobój |
| 1.   | Włodzimierz Waś (Olimpia Elbląg)     |       |        |        |          | 180,103  |
| 2.   | Piotr Krysiak (Olimpia Elbląg)       |       |        |        |          | 181,910  |
| 3.   | Andrzej Zawadzki (Marymont Warszawa) |       |        |        |          | 183,840  |